# Німіц (льодовик)
Льодовик Німіц (англ. Nimitz Glacier) — льодовик в Західні Антарктиді, в землі Елсворта у горах Елсворта.

## Географія
Льодовик Німіц завдовжки 74 км, при максимальній ширині до 9,3 км, починає свій «витік» з гірських схилів хребтів Сентінел та Бастьєн у горах Елсворта, на висоті близько 2600 м, приблизно за 19 км на захід від гірського масиву Вінсон і «тече» на південний схід між хребтами Сентінел та Бастьєн, та входить у льодовик Міннесота, в центральній частині гір Елсворта.

## Історія
Льодовик був відкритий і сфотографований з повітря, експедицією Військово-морських сил США (USN) на літаку «Squadron VX-6», під час фотографічних польотів 14 — 15 грудня 1959 року і позначений на картах Геологічною службою (USGS) США з цих фотографій. Був названий консультативним комітетом США з географічних назв в Антарктиці (US-ACAN) на честь адмірала флоту USN Честера Німіца, який був керівником морських операцій під час операції «Highjump» (укр. «Високий стрибок») у 1947-1948 роках (Програма ВМС США з освоєння Антарктики). Завдяки йму, стала можливою безпрецедентно грандіозна і складна експедиція в Антарктику.

## Притоки

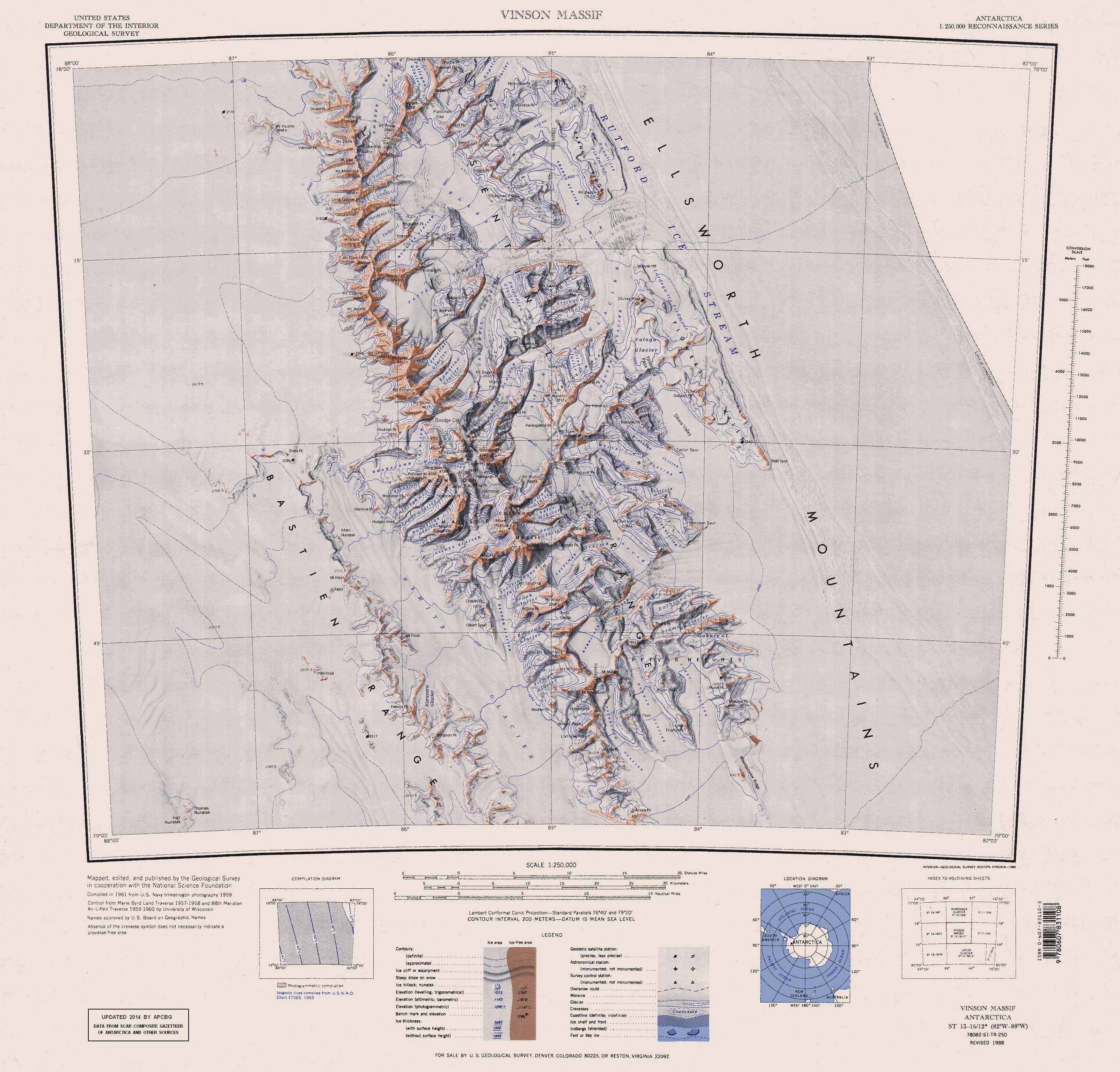
Мапа хребтів Сентінел та Бастьєн

Льодовик на своєму шляху приймає близько десятка великих гірських льодовиків.
Правий («тече» з хребта Бастьєн):
- - Карасура (довжиною 7,4 км, шириною до 2,6 км).

Ліві («течуть» з хребта Сентінел):
- - Бранскомб (довжиною до 20 км, шириною до 5 км);
  - Кейрнс;
  - Тулакзик;
  - Запол;
  - Доннеллан;
  - Ґілдея (9,3х5 км);
  - Бендер (7х4 км);
  - Сірма (7,4х3,7 км).